# Capital City
 (novembre 2024).
Si vous disposez d'ouvrages ou d'articles de référence ou si vous connaissez des sites web de qualité traitant du thème abordé ici, merci de compléter l'article en donnant les références utiles à sa vérifiabilité et en les liant à la section « Notes et références ».
Capital City (qui s'écrivait à l'origine Capitol City) est une ville fictive de la série télévisée Les Simpson. C'est la capitale de l'État où sont situées Springfield, Ogdenville et Shelbyville. C'est une parodie de la ville de New York car dans l'épisode Le Dieu du stade, lors de la visite de la ville on voit un croisement triangulaire ressemblant fortement à Times Square.
Dans l'épisode Le Dieu du stade, on apprend que les Simpson avaient quitté Springfield pour cette ville, mais juste pour quelque temps. Milhouse Van Houten (un ami de Bart Simpson) et sa mère sont allés y vivre le temps d'un épisode. Dans l'épisode Frère et sœur ennemis (saison 14, épisode 3), Bart et Lisa visitent la capitale de l'état dans lequel est censée se situer Springfield. Dans l'épisode Mariage en sinistre (saison 20) on apprend que Marge y est née. Dans l'épisode le Principal principal, Seymour Skinner y habite après que l'on a appris qu'il n'était pas le vrai Skinner.